# Pala dei tre arcangeli
La Pala dei tre Arcangeli è un dipinto a olio su tavola (255x 190 cm) di Marco d'Oggiono, dipinto agli inizi del Cinquecento per la chiesa milanese di Santa Marta, conservato nella Pinacoteca di Brera a Milano.

## Storia
Il dipinto costituiva la pala d'altare della cappella di San Michele nella distrutta chiesa di Santa Marta a Milano, per la quale Marco d'Oggiono la realizzò su commissione di Giovanni Paolo Visconti. A seguito della demolizione della chiesa avvenuta nel 1806 durante la dominazione napoleonica, il dipinto fu portato a Brera.
L'iconografia insolita del dipinto sembra fu ispirata dalle monache agostiniane che allora abitavano l'annesso convento, seguaci della dottrina amadeita. Il soggetto rappresentato sarebbe infatti tratto dall'Apocalyps Nova del beato Amedeo Mendes de Silva, fondatore di tale corrente riformatrice. Secondo questo testo, l'episodio della cacciata di Lucifero da parte di San Michele arcangelo a capo delle schiere angeliche sarebbe da leggersi come una metafora della riforma della Chiesa in atto in quegli anni.

Leonardo da Vinci, San Giovanni Battista, 1508-1513, Parigi, Louvre

## Descrizione e stile
L'opera appartiene alla fase matura dell'artista, allievo di Leonardo, che la realizzò dopo la definitiva partenza del maestro da Milano avvenuta nel 1513. In quegli anni l'artista era titolare di una delle maggiori botteghe pittoriche della Milano del tempo, impegnato in numerose commissioni a carattere religioso. Come nelle altre opere coeve dell'artista, il dipinto presenta un fitto repertorio di citazioni riprese da opere o disegni di Leonardo. Le figure degli arcangeli riprendono fedelmente nel viso, nella foggia dei capelli, l'angelo della Vergine delle Rocce così come il San Giovanni Battista del Louvre. In particolare i gesti delle mani di san Michele e dell'angelo a sinistra sono una replica ripresa dai due dipinti del maestro. Il paesaggio sullo sfondo deriva dai disegni di Leonardo di vedute dell'Adda, mentre sempre dalla Vergine delle Rocce derivano le rappresentazioni delle varie specie botaniche presenti nel quadro, ritratti con la precisione scientifica caratteristica dei disegni vinciani.
Ciò che differenzia stilisticamente l'opera dallo stile del maestro è viceversa il forte chiaroscuro e il più vivace cromatismo delle figure, evidente in particolare nelle vesti. È inoltre del tutto assente la sottile e indefinita caratterizzazione psicologica dei personaggi, peculiare del maestro, che lascia spazio a espressioni vaghe e distaccate.
La forte presenza di vistose repliche di motivi leonardeschi, spesso accostate con superficialità, ha comportato il giudizio negativo di larga parte della critica, che parla di "recita manierata di manichini leonardeschi".

## Nella cultura di massa
Una serie di riproduzioni dell'opera è al centro delle indagini del romanzo giallo di Fabrizio Carcano Gli angeli di Lucifero (Mursia, Milano 2011).